# El Pozo (ort i Mexiko, Chiapas, Oxchuc, lat 16,80, long -92,34)
El Pozo är en ort i Mexiko.   Den ligger i kommunen Oxchuc och delstaten Chiapas, i den sydöstra delen av landet, 800 km öster om huvudstaden Mexico City. El Pozo ligger 1 959 meter över havet och antalet invånare är 135.
Terrängen runt El Pozo är lite bergig. Runt El Pozo är det ganska tätbefolkat, med 75 invånare per kvadratkilometer. Närmaste större samhälle är Oxchuc, 1,7 km söder om El Pozo. I omgivningarna runt El Pozo växer i huvudsak städsegrön lövskog.